# Дінкельсбюль
Дінкельсбюль (нім. Dinkelsbühl) — місто в Німеччині, розташоване в землі Баварія. Підпорядковується адміністративному округу Середня Франконія. Входить до складу району Ансбах.
Площа — 75,19 км2. Населення становить 11 882 ос. (станом на 31 грудня 2020).